# Post SV Wien
Post SV Wien är en sportklubb från Wien, Österrike. Klubben bildades 26 september 1919 och är aktiv inom ett stort antal sporter. Inte minst dess landhockey- och volleybolllag har varit framgångsrika med ett stort antal vunna österrikiska mästerskap och cuper. Volleybollaget spelar numera tillsammans med SV Schwechat Sokol i VB NÖ Sokol Post.